# Praia do Julião
Julião, também conhecida como Prainha, é uma das praias do sul do oeste da localidade brasileira de Ilhabela. Localiza-se a 5,5 km ao sul da balsa, 12 km ao sul da vila de Ilhabela. Fica cerca de 500 m depois da praia da Feiticeira e 1 km antes da Praia Grande.
Para se chegar a praia deve-se caminhar cerca de 300 m da estrada principal, a entrada para essa trilha é bem discreta. Outra maneira de chegar até lá, é caminhando a partir da Praia Grande pelas pedras que dividem as duas praias.
É uma das praias tranquilas da ilha, sendo que barraquinhas de praia só aparecem nas temporadas e ainda sim são bem simples.
Com 250 metros de extensão, a praia têm areias finas e brancas, muitas pedras submersas e a maior parte de sua orla é coberta pela Mata Atlântica, fora algumas casas. Uma dessas casas abriga um antigo alambique, que produzia uma das várias marcas da cachaça local.
Uma das atrações que mais chamam atenção para a praia, é o mergulho. Lá ótimas condições para quem gosta de pratica-lo. A cerca de 300 m da praia, no mar, há dois ilhotes de pedra que são usados, por aves marinhas, como ninhal. O acesso é proibido para evitar que as aves abandonem seus ninhos, mas é possível mergulhar pelas pedras ao redor, podendo ter contato com peixes coloridos.